# 방실이
방실이(본명: 방영순, 1959년 10월 29일~2024년 2월 20일)는 대한민국의 가수이다.

## 생애
방실이는 1959년 10월 29일에 경기도 강화군에서 태어났다. 강화초등학교(1972), 강화여자중학교(1975), 강화여자고등학교(1978)를 졸업한 직후인 1982년에 미8군 부대에서 처음으로 활동을 시작하였다. 방실이는 비정규직으로 활동하였기 때문에 좀 더 장기적으로 직업을 이어가기 위해 《방실이와 두 여자》, 《글래머걸스》등 여러 그룹을 결성하여 화려한 율동과 특유의 시원스런 가창력을 무기로 무명시절을 극복해나갔다. 본격적으로 방실이가 가수로 활동한 시기는 1985년에 당시 박진숙, 양정희하고 한국 유일 여성 트로이카 《서울 시스터즈》를 결성하면서 부터이다. 서울 시스터즈의 맏언니였던 방실이는 1집 앨범 《첫차》를 발표하고 공식적인 무대에 출연하게 되었다.
타이틀곡〈첫차〉는 신나는 리듬의 노래와 함께 시원한 가창력으로 데뷔 초부터 남성팬들을 사로잡으면서 일약 스타덤에 올라 정상급 가수로 등극하였다. 그리고〈청춘열차〉도 엄청난 인기몰이를 하면서 당시 젊은 세대들에게 많은 관심을 받기 시작하였다.
몇 년 후 서울시스터즈의 멤버였던 박진숙, 양정희가 국수를 먹게 되면서, 멤버를 떠나 탈퇴를 하는 바람에 서울시스터즈는 공식 해체되어 추억속으로 사라지게 되었다. 따라서, 방실이는 공식적인 데뷔 5년만인 1990년에 솔로로 전향하는 도화선이 되었다. 중장년층을 겨냥한 방실이의 솔로 데뷔곡이자 방실이의 1집 앨범의 타이틀곡 〈서울탱고〉는 탱고리듬으로 된 가요였다는 점과 서울 시즈터즈 활동 때 갈고 닦은 풍부한 가창력을 바탕으로 많은 인기를 얻었다.
이 곡은 낯선 곳을 떠도는 나그네의 쓸쓸한 넋두리를 부질없는 세상사에 연관지어 관조하듯 표현해 특히 중장년층과 기성세대의 폭넓은 사랑을 받았다. 1992년, 2집 앨범의 〈여자의 마음〉도 유행하여 두 번째로 스타덤에 오르게 되었다.
1980년대 후반의 대한민국 가요계를 뜨겁게 달궜던 방실이는 1994년에 재일교포 사업가 김연국을 배우자로 맞고 나서 한동안 연예계에서 자취를 감추었다.
2000년에 가수로 복귀하였고 2002년 11월 발매한 3집 앨범 《뭐야 뭐야》가 큰 인기를 얻으며 재기에 성공하였고 성인가요 분야에서 상위권을 석권하였다. 《뭐야 뭐야》는 《첫차》와 더불어 노래방 애창곡 차트 상위권을 차지하고 있는 노래이다.
2005년에는 빠른 박자와 댄스 리듬의 트로트 〈아! 사루비아〉도 많은 인기를 얻으며 방실이는 트로트라는 장르에 약간의 댄스비트와 발라드,블루스적인 요소를 가미하여 개성있는 창법과 출중한 가창력, 풍부한 성량을 바탕으로 다양한 장르적 요소들을 섭렵하며 인기를 확보해 온 실력있는 가수로 거듭났다. 또한 특유의 입담을 활용하여 각종 예능 프로그램에 출연하며 왕성히 활동하였다.
또한 방실이는 데뷔 때부터 거구에 체중의 단발머리를 주로 선호하였기 때문에 이러한 각인된 이미지로 방실이를 흉내내는 가수들 밤실이, 방쉬리 즉, 이미테이션 가수들의 모티브가 되었다. 2007년 2월에는 후배 가수 슈퍼주니어가 자신의 히트곡 《첫차》를 리메이크하자 직접 피쳐링에 참여하고 합동공연을 갖기도 하였다.
2007년 6월 7일, 과로와 몸살 증세로 인한 뇌경색으로 주위를 안타깝게 하였으나, 이후 건강이 호전되어 빠른 회복세를 보이고 있다. 2013년 11월 5일에는 SBS 좋은 아침에 출연해 뇌경색으로부터 회복된 모습을 보였다.
이후, 뇌경색에 당뇨병성 망막병증 등 합병증까지 겹쳐 시력을 상실한 채 17년간의 투병 중 2024년 2월 20일 고향이던 인천광역시 강화군의 어느 요양원에서 향년 64세를 일기로 사망했다.

## 학력
- 1972년 강화초등학교 졸업
- 1975년 강화여자중학교 졸업
- 1978년 강화여자고등학교 졸업

## 정규 음반
- 방실이
  - 2006년 7집 《괜찮아요/ 아! 사루비아》
  - 2005년 6집 《아! 사루비아/ 뭐야 뭐야》
  - 2003년 5집 《뭐야 뭐야/ 돌고 도는 돈돈돈》
  - 2000년 4집 《사랑은 꿀 이별은 약/ 나 아직 당신을 보내지 못했어요》
  - 1993년 3집 《사랑의 향기/ 남자가 뭐 자기 혼잔가》
  - 1992년 2집 《여자의 마음/ 눈물의 소리》
  - 1990년 1집 《서울탱고/ 떠돌이 별》
- 서울 시스터즈
  - 1988년 3집 《청춘열차/ 내사랑 오선지》
  - 1987년 2집 《뱃고동/ 야구 가족》
  - 1986년 1집 《첫차/ 젊음의 축제》

## 방송 출연
- 1992년 4월 26일 KBS 《가족오락관》 395회
- 1992년 5월 10일 SBS 《지구촌 퀴즈》22회
- 1992년 6월 4일 SBS 《빙글빙글 퀴즈》23회
- 1992년 6월 28일 SBS 《지구촌 퀴즈》29회
- 1992년 9월 24일 SBS 《빙글빙글 퀴즈》38회
- 1992년 10월 4일 KBS 《가족오락관》 418회
- 1992년 11월 1일 SBS 《지구촌 퀴즈》47회
- 1993년 MBC 《도전추리특급》
- 1995년 3월 30일 KBS 《가족오락관》 545회
- 1995년 7월 27일 KBS 《가족오락관》 561회
- 1995년 11월 8일 KBS 《가족오락관》 576회
- 1996년 3월 30일 KBS 《드라마게임》살과의 전쟁
- 1996년 5월 17일 KBS 《퀴즈탐험 신비의 세계》
- 1996년 5월 29일 KBS 《가족오락관》 605회
- 1996년 9월 25일 KBS 《가족오락관》 622회
- 1997년 1월 1일 KBS 《가족오락관》 신년 특집
- 1997년 2월 10일 KBS 《퍼즐특급열차》 169회
- 1997년 4월 16일 KBS 《가족오락관》 650회
- 1997년 6월 11일 KBS 《가족오락관》 658회
- 1997년 10월 22일 KBS 《가족오락관》 676회
- 1998년 2월 4일 KBS 《가족오락관》 689회
- 1998년 4월 8일 KBS 《가족오락관》 698회
- 2001년 1월 13일 KBS 《가족오락관》 839회
- 2001년 7월 21일 KBS 《가족오락관》 865회
- 2002년 3월 23일 KBS 《가족오락관》 896회
- 2002년 5월 11일 KBS 《가족오락관》 903회
- 2002년 10월 19일 KBS 《가족오락관》 919회
- 2003년 1월 18일 KBS 《가족오락관》 931회
- 2003년 MBC 《브레인 서바이버》
- 2003년 5월 10일 KBS 《가족오락관》 945회
- 2003년 11월 22일 KBS 《가족오락관》 971회
- 2004년 MBC 《브레인 서바이버》
- 2004년 4월 24일 KBS 《가족오락관》 992회
- 2004년 7월 31일 KBS 《가족오락관》 1005회
- 2005년 7월 31일 KBS 《개그콘서트》 노래교실 살리고
- 2005년 10월 8일 KBS 《가족오락관》 1064회
- 2006년 2월 6일 KBS 《가요무대》 963회
- 2006년 8월 28일 KBS 《가요무대》 991회
- 2006년 9월 18일 KBS 《가요무대》 994회
- 2006년 11월 11일 KBS 《가족오락관》 1115회
- 2007년 1월 15일 KBS 《가요무대》 1009회
- 2007년 2월 17일 KBS 《가족오락관》 1129회
- 2007년 5월 26일 KBS 《가족오락관》 1142회
- 2013년 11월 5일 SBS 《좋은 아침》

## 가족 관계
- 배우자 김연국, 아들, 딸